# Bukit Kubu
Bukit Kubu is een bestuurslaag in het regentschap Langkat van de provincie Noord-Sumatra, Indonesië. Bukit Kubu telt 5144 inwoners (volkstelling 2010).